# Fritz Klimmek
Fritz Klimmek (* 26. September 1905 in Passenheim, Kreis Ortelsburg in Masuren; † 25. Februar 1963 in Leer, Ostfriesland) war ein deutscher Lehrer und Studienrat sowie Naturforscher für Bryologie und Brombeerenforschung.

## Leben

### Bildung und Beruf
Fritz Klimmek war ein Sohn des Besitzers Wilhelm Klimmek. Das Reifezeugnis erhielt er am 12. März 1929 in der Oberrealschule in Allenstein. Anschließend folgten Universitätsstudien in Biologie, Chemie und Mathematik in Königsberg (1926–1928), Heidelberg (Sommer 1928), Leipzig (1928–1929) sowie von 1929 bis 1932 an der Albertus-Universität Königsberg. Seit dem Studium war er Mitglied der Königsberger Burschenschaft Alemannia. Am 2. März 1931 wurde er in Königsberg mit der Dissertation Über den Pleomorphismus bei Sarcina flava zum Doktor (Dr. phil.) promoviert.
Die Lehramtsprüfungen legte er am 18. Juni (Mathematik), 20. Juni (Biologie) und 22. Juli 1932 (Examen für die Oberstufe) in Königsberg ab. Die Vereidigung für das Lehramt erfolgte am 14. Oktober 1932. Danach war er als wissenschaftlicher Assistent an der Handelsschule in Königsberg tätig. Anschließend wurde er zum 13. Oktober 1932 als Lehrer in der Staatlichen Friedrichsschule in Gumbinnen angestellt. Ab dem 1. April 1933 war er Lehrer in Allenstein und danach Studienrat für Biologie, Chemie und Mathematik an der Mädchenoberschule (Auguste-Viktoria-Lyzeum) in Memel.

### Nach Kriegsende
Im Zuge der Flucht und Vertreibung Deutscher aus Mittel- und Osteuropa 1945–1950 kam Fritz Klimmek in Leer an. Er unterrichtete eine Zeit lang am örtlichen Gymnasium für Mädchen und wirkte als Studienrat, Faunist, Florist und Naturschützer in Ostfriesland. In Zusammenarbeit mit Albert Schumacher (1893–1975) und Alfred Neumann (1916–1973) widmete er sich besonders den Brombeeren (lateinisch: Rubus).
Er sammelte Moose und Brombeeren im Ostfriesland sowie in der Gegend von Lingen an der Ems und Mettmann im Rheinland. Fritz Klimmek reiste auf die Ostfriesische Inseln und fand Laubmoose wie Antitrichia curtipendula im Jahr 1947 und 1951 auf Norderney, Barbula unguiculata im Jahr 1951 auf Langeoog sowie die bisher in der Region unbekannte Barbula vinealis auf Parksteinen in Leer im Jahr 1962 und Brachythecium campestre auf dem Festland.
Klimmeks Sammlungen  und Rubus-Belege befinden sich im Herbarium Hamburgense (HGB) in Hamburg-Rotherbaum. In den Abhandlungen, die er in einschlägigen Fachzeitschriften veröffentlichte, beschrieb er die Brutpflege des weißsternigen Blaukehlchens, die Adventivpflanzen in Ostfriesland und die Verbreitung samt Systematik der Pfeilblättrigen Melde. Er wirkte beim Wiederaufbau des Heimatmuseums Leer mit und war ein Mitglied der Deutschen Ornithologen-Gesellschaft (DO-G).

## Dedikationsnamen
Ihm zu Ehren benannte Günter Matzke-Hajek die Klimmeks Brombeere (lateinisch: Rubus klimmekianus), die er im Juli 1995 im Mittelsiegbergland östlich der Ortschaft Bach bei Hurst fand. Der Holotypus wird im Botanischen Museum in Berlin-Dahlem aufbewahrt.

## Schriften
- Über den Pleomorphismus bei Sarcina flava. Dissertation. Königsberg 1931.
- mit Hermann Ziegenspeck: Deutung von Beobachtungen über den Pleomorphismus von Sarcina flava. In: Naturwissenschaftlicher Verein für Schwaben. Band 49, 1931, S. 92–98.
- Brutbiologische Beobachtungen beim Weißsternigen Blaukehlchen. In: Die Vogelwelt. Zeitschrift für Vogelschutz und Vogelkunde. Bände 70–71, 1949, S. 145 und 191.
- Beiträge zur Adventivflora Ostfrieslands. In: Beiträge zur Naturkunde Niedersachsens. Heft 3, 1950, S. 23–28.
- Zur Verbreitung und Systematik von Artiplex calotheca (Rafn). In: Mitteilungen der Floristisch-Soziologischen Arbeitsgemeinschaft N. F., Heft 8, 1960, S. 60–67.